# أوتو جاكوبس
أوتو جاكوبس (بالإنجليزية: Otto Jacobs)‏ هو لاعب كرة قاعدة أمريكي، ولد في 19 أبريل 1889 في شيكاغو في الولايات المتحدة، وتوفي بنفس المكان في 19 نوفمبر 1955.

## وصلات خارجية
- أوتو جاكوبس على موقعبيزبول رفرنس.كوم (الدوري الرئيسي) (الإنجليزية)